# 마스메헬런

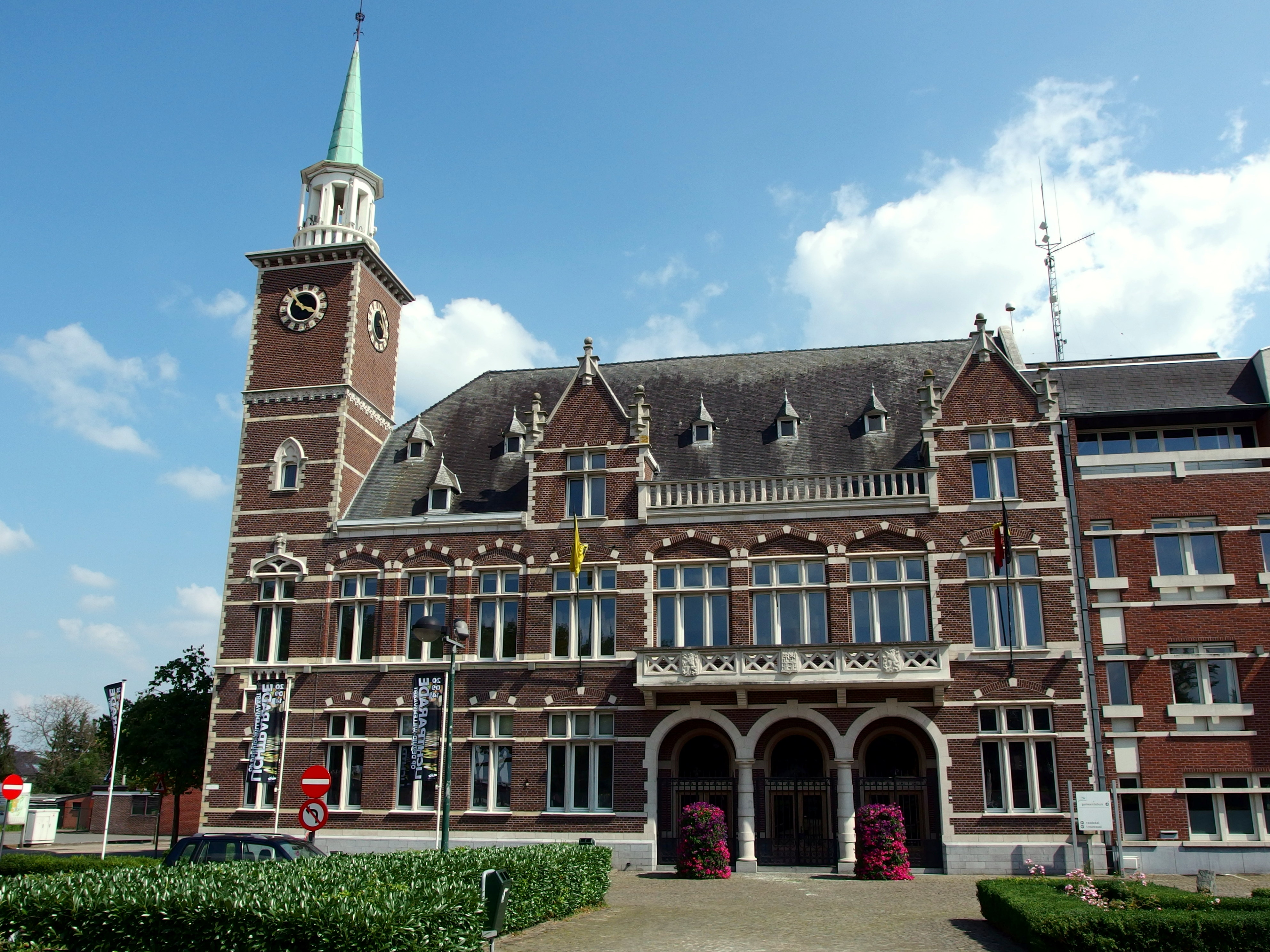
마스메헬런 시청

마스메헬런(네덜란드어: Maasmechelen)은 벨기에 플란데런 지역 림뷔르흐주에 위치한 도시로 면적은 76.28km2, 인구는 37,696명(2016년 1월 1일 기준), 인구 밀도는 490명/km2이다. 뫼즈강과 접한다.

시기
시 문장